# ФІФА
Міжнародна федерація футболу, ФІФА́ (від скорочення назви Міжнародна федерація футболу асоціації — фр. Fédération internationale de football association, FIFA) —федерація національних та континентальних футбольних асоціацій, міжнародний керівний орган футболу і найбільша спортивна організація світу.
ФІФА відповідальна за організацію і управління найголовнішими міжнародними футбольними змаганнями, зокрема найвідоміший — чемпіонат світу з футболу.
ФІФА складається з 208 національних асоціацій та 6 континентальних конфедерацій. Штаб-квартира ФІФА знаходиться в Цюриху (Швейцарія), президент Джанні Інфантіно.
Організація ФІФА в Швейцарії користується статусом «некомерційного об'єднання» в сенсі § 60 Цивільного кодексу Швейцарії, що дозволяє ФІФА не сплачувати податки та лишатися поза судовою юрисдикцією.
Керівництво ФІФА протягом багатьох років було викрито в корупції, рекеті, шахрайстві і відмиванні грошей. Міністерство юстиції США у своїй офіційній заяві назвало ФІФА «організацією системної та нестримної корупції». Численні критики, особливо з лав журналістів, називають ФІФА «персональною феодальною вотчиною Блаттера», а саме керівництво ФІФА (насамперед її виконком) — злочинним або гангстерським «синдикатом» або «організованим злочинним угрупуванням Йозеппа Блаттера».

## Історія
Потреба в створенні єдиної організації для управління всім світовим футболом стала очевидною на початку XX століття зі зростанням популярності та кількості міжнародних матчів. Спочатку Футбольна Асоціація Англії очолювала процес врегулювання різних дискусійних питань зі створення, але ця робота була без прогресу; і тому право створити таку організацію випало на долю семи інших європейських держав. ФІФА було засновано 21 травня 1904 в Парижі, саме цей факт став причиною того, що в загальноприйнятих повній та скороченій формі використовується французька назва. Країнами-засновниками були Бельгія, Данія, Іспанія, Нідерланди, Франція, Швейцарія і Швеція; трохи пізніше цього ж року до ФІФА приєдналася Німеччина, а ще через рік Австрія, Англія та Італія. Першим президентом ФІФА був француз Робер Герен.
Літературний переклад українською — «Міжнародна федерація футболу асоціації», тобто різновиду футболу англійської Футбольної Асоціації. Всупереч поширеній думці, de football association, зовсім не означає — «футбольних асоціацій», що було б по-французьки — des associations de football.
Перші змагання під егідою ФІФА були проведені 1906 року, хоча особливих успіхів в організації змагань ФІФА не досягла. Цей факт, в комбінації з низкою економічних чинників привів до відставки Герена з поста президента і його заміни Деніелом Вулфоллом з Англії, яка на той час уже стала членом асоціації. Наступні змагання під егідою ФІФА — футбольний турнір на Олімпійських Іграх 1908 року в Лондоні були набагато успішнішими, хоча і виникли певні проблеми пов'язані з участю професійних футболістів в Олімпійських Іграх.
Членство ФІФА розширилося за межі Європи з прийняттям Південно-Африканського Союзу в 1909, Аргентини і Чилі в 1912 і Сполучених Штатів в 1913.
Під час Першої світової війни ФІФА пережила серйозні випробовування, тому що багато гравців вирушили на фронт, а можливість міжнародних переїздів для проведення турнірів була сильно обмеженою. Після війни, зі смертю Вулфолла, президентський пост обійняв голландець Карл Хіршманн. ФІФА була врятована від повного розвалу, але ціною цього був вихід з організації усіх чотирьох британських асоціацій, котрі не бажали брати участь у міжнародних змаганнях з їхніми недавніми ворогами.

## Структура

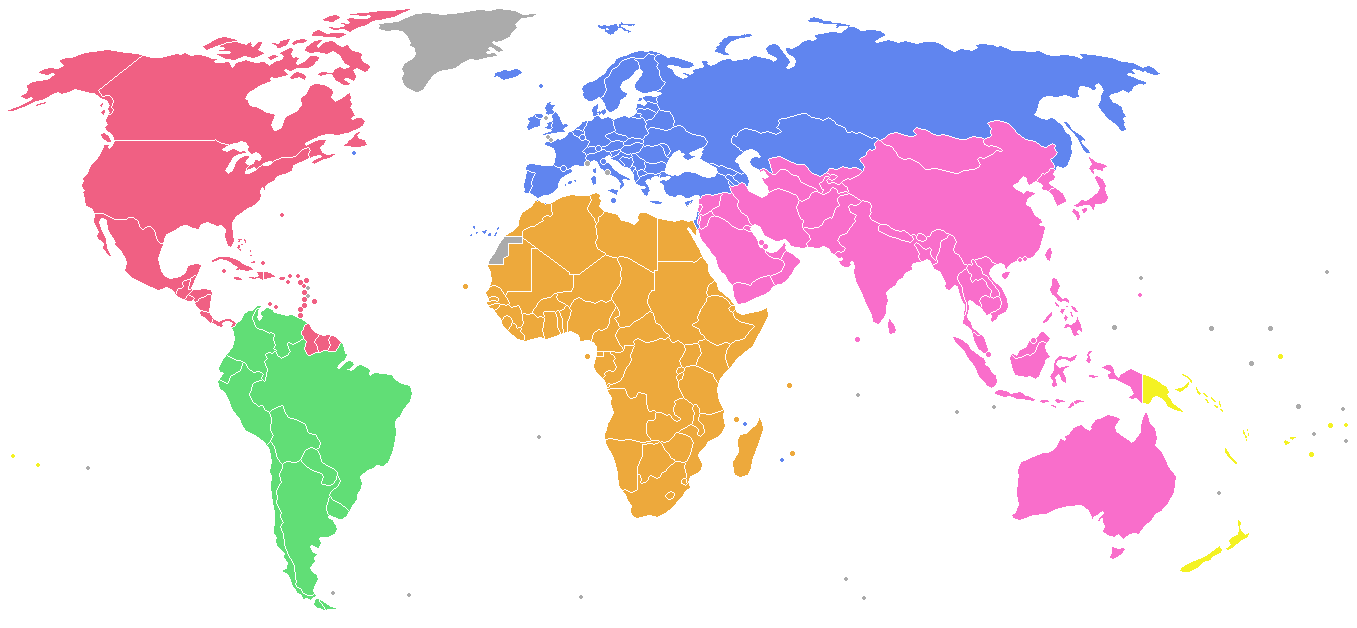
Карта світу зі зазначеною приналежністю країн до конфедерацій

ФІФА — асоціація, яка була заснована згідно з законами Швейцарії. Її штаб знаходиться в Цюриху.
Головним керівним органом ФІФА є Конгрес ФІФА — збори представників від кожної з національних федерацій, які входять до складу ФІФА. Конгрес збирається на звичайні сесії один раз щороку й на позачергові сесії, які проводяться один раз на рік з 1998 і дотепер, а також коли виникає потреба. Лише Конгрес може здійснити зміни в статуті ФІФА.
Конгрес обирає президента ФІФА, її генерального секретаря й інших членів Виконавчого Комітету ФІФА. Президент і генеральний секретар — головні посадовці ФІФА. Вони відповідають за її щоденну адміністрацію, що провадиться Генеральним Секретаріатом, штат якого налічує 207 членів.
Виконавчий Комітет ФІФА під головуванням президента є головним організаційним органом для прийняття рішень на час засідання Конгресу. Міжнародна організаційна структура ФІФА також включає декілька інших органів, якими керують Виконавчий комітет чи створені Конгресом постійні комісії. Серед них — Фінансовий Комітет, Дисциплінарний Комітет, Суддівський Комітет тощо.
Крім її міжнародних установ (президентство, Виконавчий Комітет, Конгрес тощо) ФІФА створила конфедерації, які наглядають за футболом на різних континентах і в регіонах світу. Членами ФІФА є національні федерації, а не континентальні Конфедерації. Континентальні Конфедерації передбачені в статуті ФІФА. Національні федерації повинні бути членами і ФІФА, й конфедерації, до якої їхня країна належить географічно, для того щоб їхні команди могли кваліфікуватися до змагань ФІФА (з деякими невеликими географічними винятками, показаними нижче):
     AFC — Азійська футбольна конфедерація в Азії та Австралії
     CAF — Конфедерація африканського футболу в Африці
     CONCACAF — Конфедерація футбольних асоціацій Північної, Центральної Америки і Карибського регіону в Північній і Центральній Америці
     CONMEBOL — Південноамериканська футбольна конфедерація в Південній Америці
     OFC — Конфедерація футболу Океанії в Океанії
     UEFA — Союз європейських футбольних асоціацій в Європі.
Країни, територією яких проходить традиційна межа між Європою й Азією, взагалі мали право вибору конфедерації. В результаті багато трансконтинентальних країн, у тому числі Росія, Туреччина, Вірменія та Азербайджан, захотіли стати членами UEFA, попри те, що більша частина їхніх територій знаходиться в Азії. Ізраїль, хоча й повністю знаходиться в Азії, приєднався до UEFA 1994 року, після десятиліть ізоляції багатьма з його близькосхідних сусідів. Казахстан перейшов із AFC до UEFA 2002 року. Австралія була останньою країною, яка перейшла з OFC до AFC у січні 2006 року.
Гаяна і Суринам завжди були членами CONCACAF попри те, що вони є південноамериканськими країнами.
Жодній команді з OFC не дають автоматичної кваліфікації на Чемпіонат Світу. В нещодавніх кваліфікаційних циклах Чемпіонату Світу, переможець їх секції повинен був грати матчі плей-оф проти команди CONMEBOL — перешкода, яку Австралія традиційно не могла подолати. Можливо іронічно, що Австралія успішно пройшла кваліфікацію на Чемпіонат світу з футболу 2006 року, обігравши в такому плей-оф у серії після матчевих пенальті збірну Уругваю, тільки декілька місяців після того, як їй було надане право перейти в AFC. Починаючи з 2010 кваліфікаційного турніру переможець кваліфікації OFC отримає місце в фінальній групі кваліфікації AFC.
Загалом ФІФА визнає 207 національних федерацій і пов'язані з ними чоловічі національні команди, так само як і 129 жіночих національних команд; дивіться список національних футбольних команд і відповідні їм коди країн. Цікаво знати, що ФІФА має більше країн-членів, а ніж Організація Об'єднаних Націй. Рейтинг збірних ФІФА оновлюється щомісячно і визначає місце кожної збірної, в залежності від їх виступів у міжнародних змаганнях усіх рівнів і товариських матчів. Також існує рейтинг жіночих збірних ФІФА, який оновлюється щоквартально.

## Чемпіонати світу з футболу
Жуль Ріме став третім президентом ФІФА в 1921 році. Під його голосуванням ФІФА провела два успішні олімпійські турніри, щоправда їхнім недоліком була відсутність збірних Англії і Шотландії. Успіх цих змагань і зростаюча популярність футболу дозволи ФІФА вперше серйозно замислитись про проведення свого власного регулярного Чемпіонату світу.
Вперше це питання було взяте на розгляд в 1928 році, а перший чемпіонат світу було проведено 1930 року в Уругваї, де збірна господарів стала володарем трофею, здолавши в фіналі своїх сусідів — збірну Аргентини з рахунком 4:2. Попри небажання участі європейських збірних через необхідність довгої подорожі й економічну кризу, що тривала на той час, турнір було визнано успішним і заплановано провести наступний турнір 1934 року в Італії. За винятком перерви, пов'язаної з Другою світовою війною, чемпіонати світу починаючи з 1930 і дотепер проводяться через кожні чотири роки.
Чинним чемпіоном є збірна Аргентини, яка перемогла збірну Франції у фіналі чемпіонату світу 2022. Наступний турнір пройде в 2026 році в трьох країнах — США, Мексиці та Канаді.

## Інші змагання
Окрім Чемпіонату світу й Олімпійського турніру, ФІФА проводить Чемпіонати світу для гравців віком до 17 і до 21 років. У додаток до цього, ФІФА започаткувало Кубок Конфедерацій, змагання для чемпіонів кожної конфедерації (плюс збірної господарів і чемпіонів світу), яке проводиться через кожні чотири роки. Уперше цей турнір було організовано і проведено в Саудівській Аравії під назвою Кубок короля Фахда, тепер він служить прелюдією до Чемпіонату світу, з господарями Чемпіонату світу в ролі організаторів цього турніру — для кінцевого тестування спортивних споруд та інфраструктури змагань. Теперішнім володарем Кубку Конфедерацій є Бразилія, яка обіграла з рахунком 4-1 Аргентину на турнірі в Німеччині.
З розвитком жіночої гри ФІФА започаткувало Жіночий чемпіонат світу 1991 року й Жіночий чемпіонат світу до 20-ти років 2002 року (розпочатий, як змагання до 19 років, і тепер — до 20 років з 2006). Жіночий чемпіонат світу до 17-ти років розпочав своє існування з 2008 року.
Єдине велике клубне змагання під егідою ФІФА — Клубний чемпіонат світу, його було заплановано, як натуральне розширення Міжконтинентального Кубку (змагання між клубними чемпіонами Європи і Південної Америки, яке в різні роки носило різні назви) з додаванням команд із усіх конфедерацій. Дебютне змагання 2000 року зустріли доволі холодно, і він не викликав великого інтересу до себе, тому наступний розіграш, що мав відбутися 2001 року, було скасовано. Три роки по тому турнір з коротшим переробленим форматом повернули для розіграшу 2005 року в Японії.
ФІФА також здійснює контроль над Чемпіонатами світу у модифікованих формах гри, зокрема пляжного футболу (чемпіонат світу з пляжного футболу) і футзалу (чемпіонат світу з футзалу).

## Правила гри
Футбольні правила, за якими проводяться матчі, не перебувають у повній юрисдикції ФІФА; вони регулюються органом під назвою Міжнародна рада Футболу (англ. International Football Association Board (IFAB)). ФІФА має 50 % представництва в ньому (чотири місця і чотири голоси), інші чотири місця по одному голосу належать представникам футбольних асоціацій Англії, Шотландії, Уельсу і Північної Ірландії на знак вшанування неоцінимого внеску британців у створення і розвиток футболу.

## Корупційні скандали

### Рішення про ЧС-2006 в Німеччині
Німецький часопис «Der Spiegel» провів власне розслідування випадку надання прав проведення чемпіонату світу 2006 Німеччині, згідно якому право проведення чемпіонату світу з футболу було куплено тодішним керівництвом Німецького футбольного союзу. За інформацією видання, Заявочний комітет DFB створив таємну «чорну касу», з якої чотири члени Виконкому ФІФА від Азії (учасники голосування у ФІФА в липні 2000) були підкуплені за 10,3 мільйона швейцарських франків. Скандал вийшов за межі журнальної публікації. Прокуратура Німеччини розпочала кримінальне провадження і здійснила обшуки в штаб-квартирі DFB. Президент футбольного союзу ФРН Вольганг Нірсбах спочатку спробував заперечувати свою участь у кримінальній афері, але потім був змушений піти у відставку.

### Рішення про ЧС-2022 в Катарі
Як з'ясувало розслідування британського часопису The Sunday Times, рішення надати право на проведення чемпіонату світу 2022 Катару було куповане за хабарі членам Виконкому ФІФА у розмірі понад 5 млн доларів, які сплатив голова Азійської конфедерації футболу Мохамед бін Хамам. В Катарі немає ніякої футбольної інфраструктури. До того ж температура повітря там влітку перевищує 50 °C

Британський журналіст Ендрю Дженнінгс, який займається розслідуваннями корупції в ФІФА, автор книг «Фол! Таємний світ FIFA» і «Омерта: організоване злочинне угруповання FIFA Зеппа Блаттера», звинувачує FIFA у злочинній корумпованості :
Коли років десять тому я почав займатися розслідуванням діяльності FIFA, мені довелося затиснути ніс — настільки мерзенне зловоння йшло від цієї організації. Вона повністю підпадає під визначення організованого злочинного угруповання: отримує відкати від національних футбольних організацій, незаконно спекулює квитками на чемпіонати, бере хабарі при наданні права на телетрансляції матчів. Члени її виконкому поводяться як гангстери
В липні 2018 у Брюсселі показали документальний фільм «Один кубок світу з футболу, одна війна, а скільки корупції?», що розкриває корупційні механізми, за допомогою яких Росія отримала право на проведення Чемпіонату-2018.

## Спроби внутрішнього розслідування

### Дискваліфікація Беккенбауера
13 червня 2014 ФІФА ухвалила рішення головного слідчого ФІФА Міхаеля Гарсіа про відсторонення Франца Беккенбауера на 90 днів від будь-якої професійної діяльності, пов‘язаної із футболом за «Порушення Кодексу етики». Беккенбауера покарали за відмову співпрацювати з комісією ФІФА з етики, що розслідує корупційний скандал навколо вибору країн-господарок Чемпіонатів світу 2018 та 2022 років. Бекенбауер був членом виконавчого комітету ФІФА, що ухвалив скандальне рішення надати право приймати чемпіонати Росії та Катару. Беккенбауер двічі відмовився з'явитися в Комісію з етики. Є підозра, що Беккенбауер брав участь у корупційній схемі купівлі-продажу прав на місця проведення цих чемпіонатів.
Беккенбауер літав у Катар на запрошення нині довічного звільненого з ФІФА екс-чиновника Мохамеда бін Хаммама. Беккенбауер визнав, що побував в Еміраті в 2009 і 2011 роках. В другій поїздці як начебто бізнес-консультант якоїсь «компанії з Гамбурга». Будь-який зв'язок між своїм голосуванням у ФІФА за ЧС-2018 в Росії та подальшою прихильностю Беккенбауера до «Російського газового товариства» Газпром, Беккенбауер відхилив: «Немає взагалі абсолютно нічого спільного між рішенням щодо Кубка світу і моєю подорожжю. Я навіть не був знайомим з тими людьми. Дискусувати про це є нонсенс» — заявив він.
Беккенбауер також не відповів на письмові запитання, надійслані йому Комісією англійською і німецькою мовами. «Я був готовий відповісти на всі актуальні питання, але вони прийшли англійською правовою мовою, а я не досить вчений в такій складній матерії» — викручувався він.. «Я поперше глянув на сьогодняшню дату в календарі. Я думав що сьогодні Перше квітня і це був першоквітневий жарт» — пококетував Беккенбауер агенції 'Sky Sport News'.
Беккенбауеру заборонена будь-яка футбольна діяльність, включно візити на футбольні матчі чи навіть приватні відвідання ігор. Він також не має право коментувати матчі ЧС на телебаченні.

### Справа Кірана Тріпп'є (Атлетіко)
В травні 2020 року британського футболіста з іспанського клубу «Атлетіко» й національної збірної Англії Кірана Тріпп'є було звинувачено в тому, що він влітку 2019 року радив своєму другові зробити ставку на його перехід із клубу Тоттенгем Готспур до Атлетіко (Мадрид). Футболіста було звинувачено в порушенні заборони на розголошення даних про потенційні трансфери.
Британська футбольна федерація відсторонила футболіста від ігор на 10 тижнів (з 21 грудня 2020 до 28 лютого 2021). Заборона поширювалася не лише на матчі Прем'єр-Ліги британії, а за сприяння ФІФА, стосувалася й будь-яких футбольних турнірів в усьому світі. Тому Тріпп'єр не зміг грати і в Іспанії, також гравець отримав штраф розміром майже 100 тис. $. Клуб «Атлетіко» подав апеляцію, через що дискваліфікацію Тріпп'єра було призупинено, що дозволило йому продовжити грати в клубі. Але англійська федерація футболу опротестувала це рішення, а апеляційний комітет ФІФА поновив заборону, заборонивши Тріпп'єру грати в Іспанії до 28 лютого 2021-го.

## Посилення держконтролю з боку Швейцарії над ФІФА
12 грудня 2014 парламент Швейцарії у Берні 128 голосами проти 62 прийнято закон проти корупції та видмивання грошей, котрий також спрямований на посилення контролю над 65 спортивними організаціями, які базуються в країні, в тому числі ФІФА та МОК. Закон предписує банкам здійснювати контроль для виявлення незаконних фінансових трансакцій. Голова ФІФА Зепп Блаттер та інші керівники спортивних організацій, як, наприклад, глава МОК Томас Бах, кваліфікуються в законі як «політично значущі особи». Це визначення, запропоноване міжурядовою Групою розробки фінансових заходів (FATF), застосовується до осіб, які займають посади, що можуть бути використані для відмивання грошей.
Досі міжнародні спортивні організації в Швейцарії управлялися як так звані «громадські об'єднання», яким покладалися податкові пільги, а швейцарські закони проти корупції на них не поширювалися. Цей привілейований статус ставив ФІФА, чия виручка в минулому році склала 1,4 млрд. USD, в один ряд з невеличкими громадськими організаціями.
Ініціатором нового закону виступив депутат парламенту від національно-консервативної Швейцарської народної партії Роланд Бюхель (Roland Büchel). В обґрунтуванні закону він пояснив, що корупційні скандали в спортивних організаціях, які прописані в Швейцарії, шкодять країні.

Кваліфікація спортивних керівників як «політично значущих осіб» (ПЗО) означає, що —
Зепп Блаттер в майбутньому буде ПЗО і його особистий помічник теж, а також члени Виконавчого комітету та інші посадові особи ФІФА будуть ПЗО. Їх банківські рахунки, а також рахунки членів їх сімей повинні бути повідомлені швейцарськім властям. Це означає, що міжнародні спортивні чиновники, які базуються в Швейцарії і користуються банківською системою країни, матимуть в майбутньому той же статус, що і гірші диктатори у світі — додав депутат Роланд Бюхель

## Арешти верхівки ФІФА
Напередодні відкриття Конгресу ФІФА від 29 травня 2015 та запланових на ньому чергових виборів президента ФІФА, вранці 27 травня в Цюриху Прокуратура Швейцарії по запиту Міністерства юстиції США заарештовала 7 вищих посадовців ФІФА. Ще два чиновники ФІФА і 5 пов'язаних з ними бізнесменів були заарештовані в Америці — всього 14 функціонерів ФІФА, яким були висунуті офіційні звинувачення у корупції, рекеті, шахрайстві і відмиванні грошей. Про початок офіційного розслідування діяльності керівництва ФІФА майже одночасно розпочали органи юстиції Швейцарії, США, Бразилії, Австралії та Інтерпол

## Пов'язані події
- В липні 2018 відбулась масова медійна акція на Фейсбук-сторінці федерації, здійснена переважно українськими футбольними уболівальниками і викликана переслідуванням з боку федерації гравця збірної Хорватії Домагоя Віди та селекціонера київського «Динамо» Огнєна Вукоєвича на Чемпіонаті світу 2018 року, які записали відеозвернення зі словами «Слава Україні!».

## Виноски
1. ↑  https://www.lobbyfacts.eu/datacard/fédération-internationale-de-football-association?rid=81311819832-09
2. ↑  http://www.fifa.com/mm/document/affederation/federation/01/24/fifastatuten2009_e.pdf [Архівовано 4 листопада 2015 у Wayback Machine.] Статут ФІФА від серпня 2009 року (див. 8:1). Арабська, російська і португальська мови є додатковими мовами для Конгресу. У разі виникнення суперечки, документи англійською мовою визнаються, як впливовіші.
3. ↑  Історично офіційна назва футболу — футбол асоціації
4. ↑  Це на 16 членів більше, ніж має ООН, і на три більше, ніж Міжнародний олімпійський комітет, однак на 5 членів менше, ніж Міжнародна асоціація легкоатлетичних федерацій
5. ↑  Schweizerisches Zivilgesetzbuch — § 60 Швейцарського Цивільного Кодексу
6. ↑  Frankfurter Allgemeine Zeitung: Tiefes Loch in der Korruptionsbekämpfung(нім.)
7. ↑  Мін'юст США: Nine FIFA Officials and Five Corporate Executives Indicted for Racketeering Conspiracy and Corruption (англ.) — Офіційна заява з приводу відкриття кримінальної справи і арештів вищих функціонерів ФІФА
8. ↑  New York Times: Red Card. Sepp Blatter is bringing world football into disrepute.(англ.)
9. ↑  InoPressa.ru: Красная карточка. переклад з «Нью-Йорк-Таймс»
10. ↑  Le Monde: Andrew Jennings: «La FIFA est une organisation criminelle»(фр.)
11. ↑  «Tages Anzeiger»: Die Fifa, «eine kriminelle Organisation» (нім.)
12. ↑  n-tv: Sepp Blatter bleibt die «heilige Kuh» (нім.)
13. ↑  The Sun: Charlie Wyett: FIFA gangsters [Архівовано 26 червня 2015 у Wayback Machine.].(англ.)
14. ↑  Der Spiegel: Skandal um deutsche Bewerbung: Schwarze Kasse — Fußball-WM 2006 mutmaßlich gekauft.(нім.) 16.10.2015
15. ↑  Німецька Хвиля: Глава Німецького футбольного союзу пішов у відставку через скандал довкола ЧС-2006. 09.11.2015
16. ↑  BBC: Футбольный откат, 4.06.2014
17. ↑  football24.ua: ФІФА дискваліфікувала Бекенбауера(укр.)
18. ↑  Euronews: Бекенбауера відсторонили від футболу [Архівовано 2014-06-26 у Wayback Machine.](укр.) 14.06.2014
19. ↑  N24: FIFA sperrt Franz Beckenbauer(нім.) 13.06.2014
20. ↑  t-online.de: FIFA sperrt Beckenbauer provisorisch für 90 Tage
21. ↑  Ethikkommissions-Sperre: Franz Beckenbauer dachte an Aprilscherz. — sportal.de, 13. Juni 2014
22. ↑  FOCUS: Keine Kooperation in Katar-Affäre: Fifa sperrt Franz Beckenbauer für 90 Tage(нім.)´14.06.2014
23. ↑  Fifa rejects Atlético appeal over Trippier betting ban. iGaming Business (амер.). 19 січня 2021. Процитовано 31 січня 2021.
24. ↑  eldesmarque.com https://eldesmarque.com/madrid/atletico-de-madrid/noticias-2/207721-la-fifa-confirma-que-trippier-puede-jugar-y-entrenar. Процитовано 31 січня 2021. {{cite web}}: Пропущений або порожній |title= (довідка)
25. ↑  Staff, Reuters (3 січня 2021). Trippier suspension temporarily halted by FIFA. Reuters (англ.). Процитовано 31 січня 2021.
26. ↑  ФІФА відхилила апеляцію Атлетіко у справі Кірана Тріпп'єра. Процитовано 31 січня 2021. [Архівовано 2021-05-09 у Wayback Machine.]
27. ↑  Schweiz prüft Finanzaktionen von Sportfunktionären. — «Westdeutsche Zeitung», 12.12.2014(нім.)
28. ↑  Schweiz prüft Finanzaktionen von Sportfunktionären. — Die Welt, 12.12.2014(нім.)
29. ↑  NY Daily News: FIFA arrests: Who are the 14 charged after dawn raids as part of anti-corruption probe?